# Joniškėlis
Joniškėlis är en ort i Pasvalys kommun i norra Litauen. Den ligger 15 km bort från kommunens huvudstad samt centralort Pasvalys.